# Sibbarp
Sibbarp est un village et une ancienne paroisse en Halland (Suède). Le village a une population de 69. La première mention de Sibbarp (comme Sigbiornathorp) date de 1354. Dans la paroisse il y a nombreux vestiges de l'âge du fer et de l'âge du bronze. Le fer a été extrait dans la paroisse pendant le Moyen Âge. La première femme députée de Parti du centre, Gärda Svensson, est née à Sibbarp.